# LaBelle (Florida)
LaBelle es una ciudad ubicada en el condado de Hendry en el estado estadounidense de Florida. En el Censo de 2010 tenía una población de 4.640 habitantes y una densidad poblacional de 114,83 personas por km².

## Geografía
LaBelle se encuentra ubicada en las coordenadas 26°43′15″N 81°27′9″O / 26.72083, -81.45250. Según la Oficina del Censo de los Estados Unidos, LaBelle tiene una superficie total de 40.41 km², de la cual 40.17 km² corresponden a tierra firme y (0.6%) 0.24 km² es agua.

## Demografía
Según el censo de 2010, había 4.640 personas residiendo en LaBelle. La densidad de población era de 114,83 hab./km². De los 4.640 habitantes, LaBelle estaba compuesto por el 68.34% blancos, el 8.13% eran afroamericanos, el 0.37% eran amerindios, el 0.6% eran asiáticos, el 0.09% eran isleños del Pacífico, el 20.84% eran de otras razas y el 1.64% pertenecían a dos o más razas. Del total de la población el 47% eran hispanos o latinos de cualquier raza.